# Padrino de boda
Un padrino o ujier es uno de los asistentes masculinos del novio en una ceremonia de boda y realiza el primer discurso en la boda. Por lo general, el novio selecciona a amigos cercanos y parientes para que sirvan como padrinos de boda, y se considera un honor ser seleccionado. De sus padrinos de boda, el novio suele elegir uno para servir como padrino.

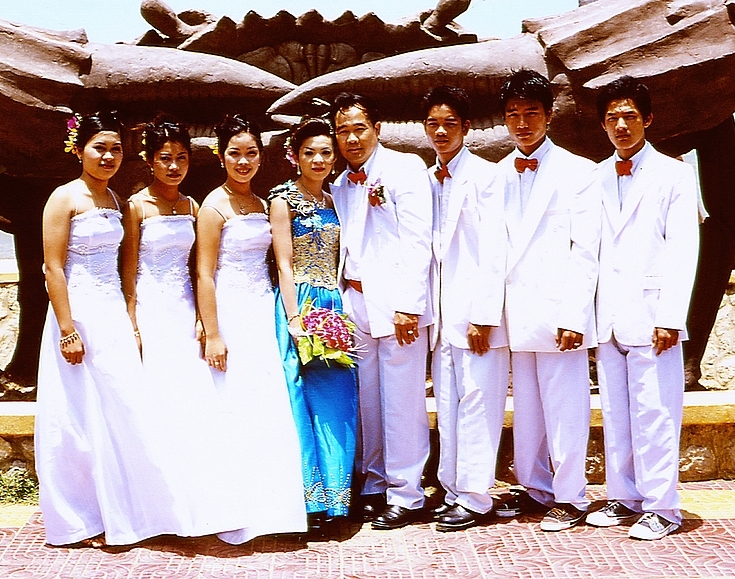
Tres padrinos de boda a la izquierda del novio y tres damas de honor a la derecha de la novia en esta boda en Kep, Camboya.

Para una boda con muchos invitados, el novio también puede pedirles a otros amigos y parientes masculinos que actúen como ujieres sin participar de otra manera en la ceremonia de la boda; su única tarea es llevar a los invitados a sus asientos antes de la ceremonia. También se pueden contratar ujieres para bodas muy grandes.
En la boda de un oficial militar, los roles de los padrinos de boda son reemplazados por espadachines de la guardia de honor de la espada. Por lo general, se eligen como amigos personales cercanos del novio que han servido con él. Su papel incluye formar el tradicional arco de sable para que la pareja casada y los invitados pasen.
El primer uso registrado de la palabra "padrinos de boda", según el Oxford English Dictionary, data de 1698, aunque las palabras "novia" y "novio" se remontan al inglés antiguo.

## Deberes
El deber más visible de los padrinos de boda es ayudar a los invitados a encontrar sus lugares antes de la ceremonia y permanecer cerca del novio durante la ceremonia de la boda.
Además, el novio puede solicitar otros tipos de asistencia, como la planificación de eventos de celebración como una despedida de soltero, ayudar a que la boda sea placentera para los invitados hablando con personas que están solas o bailando con invitados no acompañados o damas de honor, si hay baile en una recepción de bodas; o brindar asistencia práctica con regalos, equipaje o complicaciones inesperadas. Los padrinos de boda también pueden participar en las tradiciones locales o regionales, como decorar el automóvil de la pareja de recién casados.
Los novios anteriormente tenían deberes importantes. Los hombres eran llamados novias-caballeros, y representaban una supervivencia de los días primitivos del matrimonio por captura, cuando un hombre llamaba a sus amigos para ayudar a "levantar" o secuestrar a la novia, o por la necesidad de defender a la novia de los deseos. ser secuestradores.

## Testigo del novio
El padrino es el asistente principal del novio en una boda. Si bien el papel es más antiguo, el uso escrito más antiguo que se conserva del término padrino proviene de 1782, y se observa que "padrino y mejor doncella" en el dialecto escocés son equivalentes a "novia y novia" en Inglaterra.
En la mayoría de los países anglófonos modernos, el novio extiende este honor a alguien cercano a él, generalmente un amigo cercano o un pariente (como un hermano o un primo). Durante una ceremonia de boda, el padrino se para al lado del novio, ligeramente detrás de él. Esto significa que las cuatro personas presentes en el altar son el oficiante (como un celebrante civil, sacerdote, rabino, ministro u otra figura religiosa), la novia, el novio y el padrino. Esto es común en algunos países occidentales, aunque en otros el padrino y la dama de honor participan en igualdad de condiciones.
Si bien los deberes requeridos del padrino son solo los de un amigo, en el contexto de una boda blanca occidental, el padrino generalmente:
- Asistir al novio el día de la boda,
- Organiza una despedida de soltero,
- Estar a cargo de los ujieres.[7]
- Mantenga los anillos de boda seguros hasta que los necesite durante la ceremonia,
- Párese al lado del novio durante la ceremonia,
- Actuar como testigo legal del matrimonio y por lo tanto firmar el acta de matrimonio, y
- Prepare un "discurso del padrino" para leerlo en la recepción.[8]

### En varios lugares y culturas
El padrino no es una costumbre universal. Incluso en lugares donde se acostumbra un padrino, el papel puede ser bastante diferente en comparación con otras áreas del mundo.
- En el mundo anglosajón, es tradicional que el padrino dé un breve discurso.
- En Zambia, se espera que un padrino dirija las procesiones tanto en la boda como en los eventos preliminares. Esto incluye los ensayos de baile previos a la boda, en los que siempre se espera que asista el padrino y, por lo general, se espera que dé una actuación de baile excepcional y extravagante el día de la boda real.
- En Uganda, se espera que un padrino guíe a los recién casados en los caminos del matrimonio. Esto significa que, idealmente, un padrino debe estar casado, preferiblemente con una sola esposa, y debe estar en posición de dar consejos sólidos, probados y comprobados. Un padrino debe ser un confidente y ser discreto con los detalles que comparte con la nueva pareja.
- En Bután, el padrino se presenta en la boda como guardián ceremonial de la novia y el novio. A partir de entonces, entretiene a los invitados, a veces durante varias horas.
- En las bodas ortodoxas orientales en Grecia, el padrino suele ser también el koumbaros, o patrocinador religioso. El koumbaros (o koumbara, si es mujer) es un participante de honor que corona a la pareja y participa dando tres vueltas al altar. A veces, esta persona también paga la mayor parte de los gastos de la boda.
- En Ucrania, un padrino es responsable de custodiar a la novia durante las festividades de la boda. En una boda tradicional, cuando él o el novio se alejaban, la novia era "secuestrada" o le robaban un zapato. Luego, el novio o el padrino tenía que pagar un rescate a cambio de devolver a la novia, generalmente pagando dinero (que se le daba a la novia) o haciendo algo vergonzoso. La costumbre es menos común hoy en día debido a los frecuentes conflictos derivados de las diferencias en la suma de dinero esperada.[10]

## Despedida de soltero
En el pasado, la despedida de soltero generalmente se programaba para una noche conveniente durante la semana anterior a la boda. Una especie de cena de despedida, siempre fue ofrecida, y por lo tanto organizada y pagada, íntegramente por el novio.  La cena fue vista como la última oportunidad del novio para entretener a sus amigos como soltero; después de la boda, las cenas en su casa siempre serían presididas por su esposa en su papel de anfitriona.
Los nombres de la jerga común para este evento son despedida de soltero o noche de dólares en diferentes partes del mundo. En muchas áreas, esta cena ahora es organizada más comúnmente por el padrino; los costos pueden ser compartidos por todos los participantes o todos los participantes excepto el novio, que se convierte en el invitado de honor.